# Nobuko Miyamoto

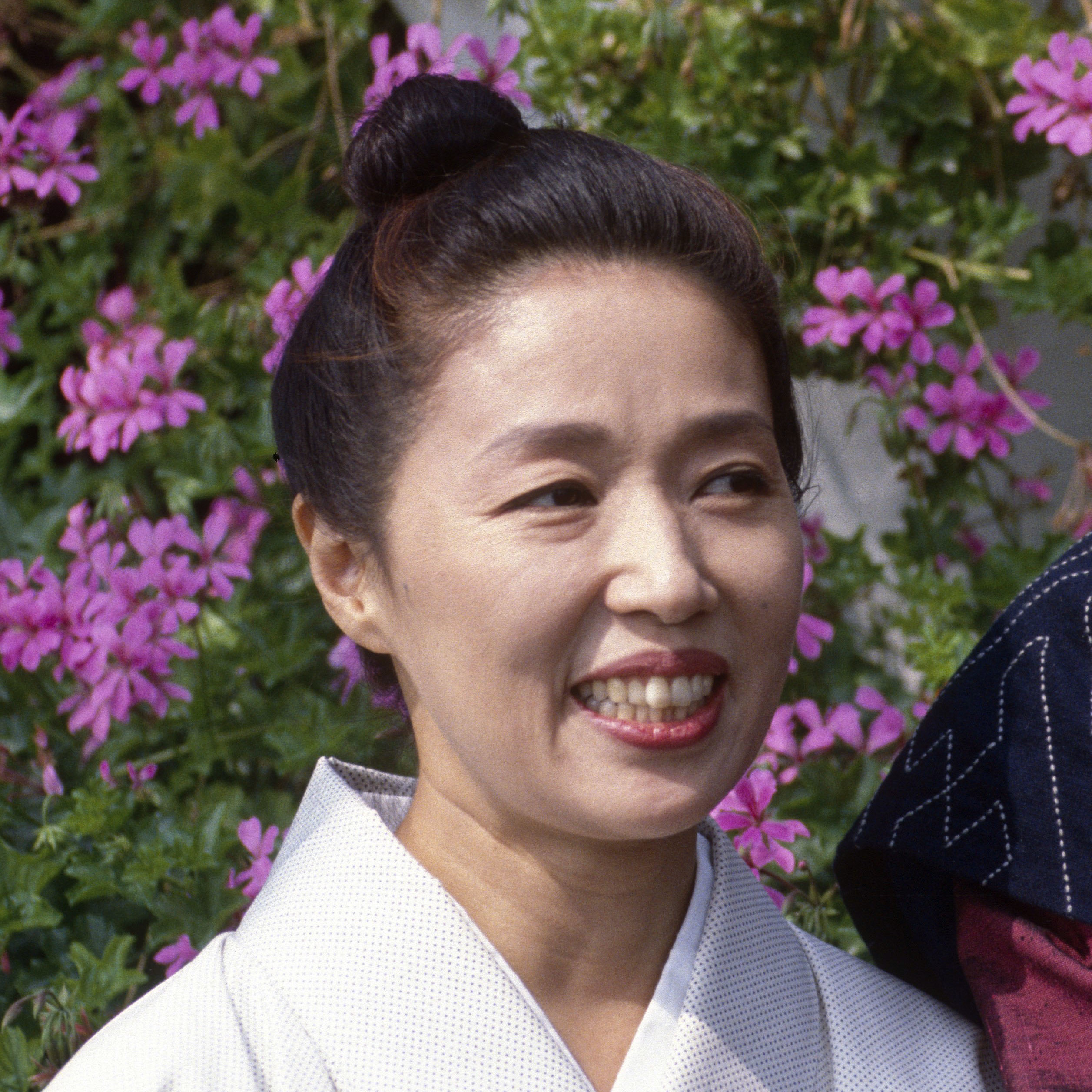
Nobuko Miyamoto (1992)

Nobuko Miyamoto (jap. 宮本 信子, Miyamoto Nobuko; * 27. März 1945 in Otaru, Hokkaidō) ist eine japanische Schauspielerin und Sängerin.

## Biografie
Die 156 Zentimeter große Schauspielerin schloss die Oberschule 1963 ab und hatte 1964 ihre erste Schauspielrolle in Minoru Betsuyakus Theaterstück Mikazuke no Kage. Es folgten weitere Theaterrollen, beispielsweise 1967 in Koichi Kimuras Chi no mure und in Tadashi Imais Jinzu-kawa. Bereits seit 1966 hatte sie auch Statisten- und Nebenrollen in Spielfilm- und Fernsehproduktionen. In den 1980er-Jahren folgten größere Fernsehrollen.
1969 heiratete sie den Schauspieler Jūzō Itami, der ab 1984 auch als Regisseur und Drehbuchautor arbeitete. Miyamoto spielte in den meisten seiner satirischen Filmkomödien eine Hauptrolle. In seiner 1984 veröffentlichten, ersten, kommerziell erfolgreichen Regiearbeit mit dem Titel Beerdigungszeremonie muss ein Schauspielerehepaar zu Hause die dreitägige Beerdigung des Vaters der Ehefrau abhalten, wobei traditionsbewusstes und modernes Verhalten aufeinanderprallen. Die Schauspielerin spielte neben Tsutomu Yamazaki die Hauptrolle und wurde für ihre Darstellung der Chizuko Amamiya von Kritikern gelobt. Bei der Verleihung der Hochi-Filmpreise 1984 gewann sie einen Spezialpreis. Sie war auch für den Japanese Academy Award als Beste Hauptdarstellerin nominiert, konnte sich aber nicht gegen Sayuri Yoshinaga durchsetzen.
Nachdem sie in Tampopo (1985) die titelgebende Nudelrestaurantbesitzerin gespielt hatte, stellte sie 1987 in der in Japan überaus erfolgreichen Komödie Die Steuerfahnderin die Steuerfahnderin Ryoko Itakura dar, die einen seine Schulden an die Regierung nicht bezahlen wollenden Millionär aufsucht, der ihr daraufhin einen Heiratsantrag macht. 1988 folgte die Fortsetzung Die Steuerfahnderin schlägt wieder zu. Für beide Steuefahnderinnen-Filme war sie für den Japanese Academy Award in der Kategorie Beste Hauptdarstellerin nominiert; für den ersten Film gewann sie die Auszeichnung, für die sie im Laufe ihrer Karriere insgesamt acht Mal nominiert war, und erhielt auch den Kinema-Junpo-Preis.
In den 1990er-Jahren spielte sie weiterhin in den Filmen ihres Mannes. So gab sie in Geisha des Glücks (1990) die Geisha Nayoko, von der man sagt, sie bringe den Männern Glück, und in Die Kunst der Erpressung (1992) die Anwältin Mahiru Inoue, die sich auf Yakuza spezialisiert hat.
Als 1997 Jūzō Itami Suizid beging, da er angeblich beweisen wollte, dass die ihm nachgesagte Affäre nicht der Wahrheit entspreche, beendete sie ihre Karriere als Filmschauspielerin und wandte sich wieder dem Theater und dem Fernsehen zu. Nach dem umstrittenen Tod ihres Mannes begann sie auch eine Gesangskarriere. Im Februar 2005 veröffentlichte sie eine in Tokio aufgenommene Live-CD mit Jazzstücken.
2007 spielte sie nach einer zehnjährigen Abwesenheit vom Film in Isshin Inudōs Bizan eine Nebenrolle und war für diese für den Japanese Academy Award nominiert.

## Filmografie (Auswahl)
- 1971: Otoko wa tsurai yo: Junjo hen
- 1984: Beerdigungszeremonie (Ososhiki)
- 1985: Tampopo
- 1987: Die Steuerfahnderin (Marusa no onna)
- 1988: Die Steuerfahnderin schlägt wieder zu (Marusa no onna II)
- 1989: Sweet Home
- 1989: A un
- 1989: Fancy Dance
- 1990: Geisha des Glücks (A-ge-man)
- 1992: Die Kunst der Erpressung (Minbo no onna)
- 1993: Tanz am Abgrund (Daibyonin)
- 1995: Shizukana seikatsu
- 1996: Sūpah no onna
- 1997: Marutai no onna
- 1997: Radio-Zeit (Rajio no jikan)
- 2007: Bizan
- 2024: House of Ninjas (Shinobi no ie)